# 南流山

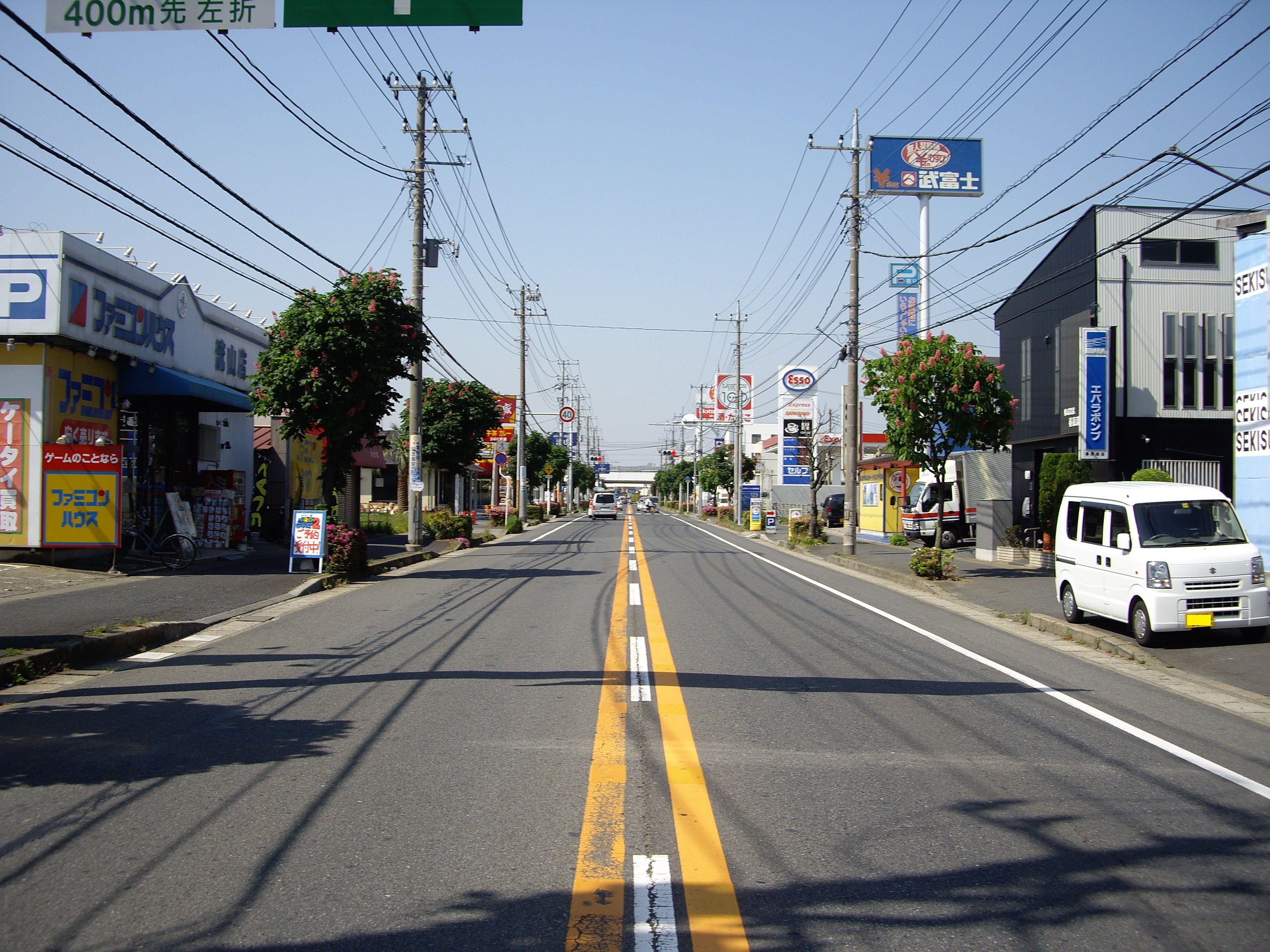
流山街道（南流山六・七丁目）

南流山（みなみながれやま）は、千葉県流山市の町名。現行行政地名は南流山一丁目から南流山十丁目。郵便番号は270-0163。

## 地理
流山市南部に位置する。全域がJR武蔵野線南流山駅開通に伴い、｢南流山土地区画整理事業｣が行われ、開発された地域である。区画整理前は、現在の四丁目の一部が鰭ケ崎の集落の一部、八丁目の一部が木地区の集落の一部となっていた他は全域が水田となっていた。地域内をJR武蔵野線・首都圏新都市鉄道つくばエクスプレス、千葉県道5号松戸野田線（流山街道）が通る。一丁目にJR武蔵野線南流山駅、南流山駅前交番、千葉銀行南流山支店、千葉興業銀行南流山支店、二丁目に首都圏新都市鉄道つくばエクスプレス南流山駅、六丁目に南流山郵便局がある。
東は松戸市横須賀・西は木、南は木・流山・北は流山・西平井・鰭ケ崎と接している。埼玉県三郷市と近接しており、江戸川の堤防部分は大字木であるが、すぐに県境となっている。

### 地価
住宅地の地価は、2017年（平成29年）1月1日の公示地価によれば、南流山2丁目16番5の地点で21万3000円/m2となっている。流山市内で最も地価が高い。

## 歴史

### 沿革
- 1965年（昭和40年）2月12日 - 新流山橋が開通
- 1973年（昭和48年）4月1日 - 国鉄（現・JR）武蔵野線南流山駅開業
- 1974年（昭和49年） - 土地区画整理事業開始
- 1983年（昭和58年）4月10日 - 南流山中学校開校
- 1983年（昭和58年）4月11日 - 南流山小学校開校
- 1988年（昭和63年）6月4日 - 大字流山・木・鰭ケ崎の各一部より流山市南流山一丁目～八丁目を新設する[5]。
- 1989年（平成元年）2月 - 区画整理が完了[6]。
- 2005年（平成17年）8月23日 - 首都圏新都市鉄道 つくばエクスプレス線　南流山駅開業
- 2017年（平成29年）4月1日 - 流山ぐりーんバス（南流山・木ルート）が運行開始
- 2023年（令和5年）9月30日 - 大字流山・木の各一部より南流山九丁目および十丁目を新設する

### 地名の由来
先に設置された駅名より南流山とした。

### 町名の変遷
| 実施後       | 実施年月日   | 実施前                                                                                           |
| ------------ | ------------ | ------------------------------------------------------------------------------------------------ |
| 南流山一丁目 | 1988年6月4日 | 大字鰭ケ崎字橋本・字横須賀境・字前谷原・字中ノ橋・字桑原の各一部                                 |
| 南流山二丁目 | 1988年6月4日 | 大字流山字己之起壱番横手 、大字鰭ケ崎字横須賀境・字前谷原・字小沼、大字木字寅之起の各一部        |
| 南流山三丁目 | 1988年6月4日 | 大字流山字高田・字丑之起・字己之起壱番横手、大字鰭ケ崎字前谷原・字小沼、大字木字寅之起の各一部   |
| 南流山四丁目 | 1988年6月4日 | 大字流山字高田・丑之起の各一部、大字鰭ケ崎字前谷原・字桑原・字小沼・字大境・字中通・高田の各一部 |
| 南流山五丁目 | 1988年6月4日 | 大字流山字境田・字高田・字丑之起・字新東谷・字蔵下、大字鰭ケ崎字大境・字中通・字高田の各一部     |
| 南流山六丁目 | 1988年6月4日 | 大字流山字境田・字丑之起・字丑沼田・字五畝割、大字木字寅之起の各一部                             |
| 南流山七丁目 | 1988年6月4日 | 大字流山字四斗蒔・字馬場下・字境田・字五畝割・字蔵下、大字木字蛭田の各一部及び流山八丁目の一部   |
| 南流山八丁目 | 1988年6月4日 | 大字流山字丑沼田・字五畝割、大字木字寅之起・字小沼・字蛭田の各一部                               |

## 世帯数と人口
2017年（平成29年）11月1日現在の世帯数と人口は以下の通りである。
| 丁目         | 世帯数    | 人口     |
| ------------ | --------- | -------- |
| 南流山一丁目 | 1,121世帯 | 2,127人  |
| 南流山二丁目 | 1,355世帯 | 2,601人  |
| 南流山三丁目 | 895世帯   | 1,720人  |
| 南流山四丁目 | 780世帯   | 1,512人  |
| 南流山五丁目 | 524世帯   | 1,045人  |
| 南流山六丁目 | 1,395世帯 | 3,009人  |
| 南流山七丁目 | 1,078世帯 | 2,545人  |
| 南流山八丁目 | 1,085世帯 | 2,505人  |
| 計           | 8,233世帯 | 17,064人 |

## 小・中学校の学区
市立小・中学校に通う場合、学区は以下の通りとなる。
南流山は交通の便がよいことも相まって、居住人口が増加しており、児童・生徒数ともに上昇傾向にある。こうしたことから教室数の拡充が必要になったため、2024年4月に南流山中学校が東洋学園大学の旧：流山キャンパスに移転予定である。また、移転後の旧：南流山中学校は小学校（仮称：流山市立南流山第二小学校）に転用され、現在の南流山小学校・鰭ヶ崎小学校とあわせた3校体制となる予定。
| 丁目         | 番地 | 小学校               | 中学校               |
| ------------ | ---- | -------------------- | -------------------- |
| 南流山一丁目 | 全域 | 流山市立鰭ヶ崎小学校 | 流山市立南流山中学校 |
| 南流山二丁目 | 全域 | 流山市立南流山小学校 | 流山市立南流山中学校 |
| 南流山三丁目 | 全域 | 流山市立南流山小学校 | 流山市立南流山中学校 |
| 南流山四丁目 | 全域 | 流山市立鰭ヶ崎小学校 | 流山市立南流山中学校 |
| 南流山五丁目 | 全域 | 流山市立鰭ヶ崎小学校 | 流山市立南流山中学校 |
| 南流山六丁目 | 全域 | 流山市立南流山小学校 | 流山市立南流山中学校 |
| 南流山七丁目 | 全域 | 流山市立南流山小学校 | 流山市立南流山中学校 |
| 南流山八丁目 | 全域 | 流山市立南流山小学校 | 流山市立南流山中学校 |

## 施設

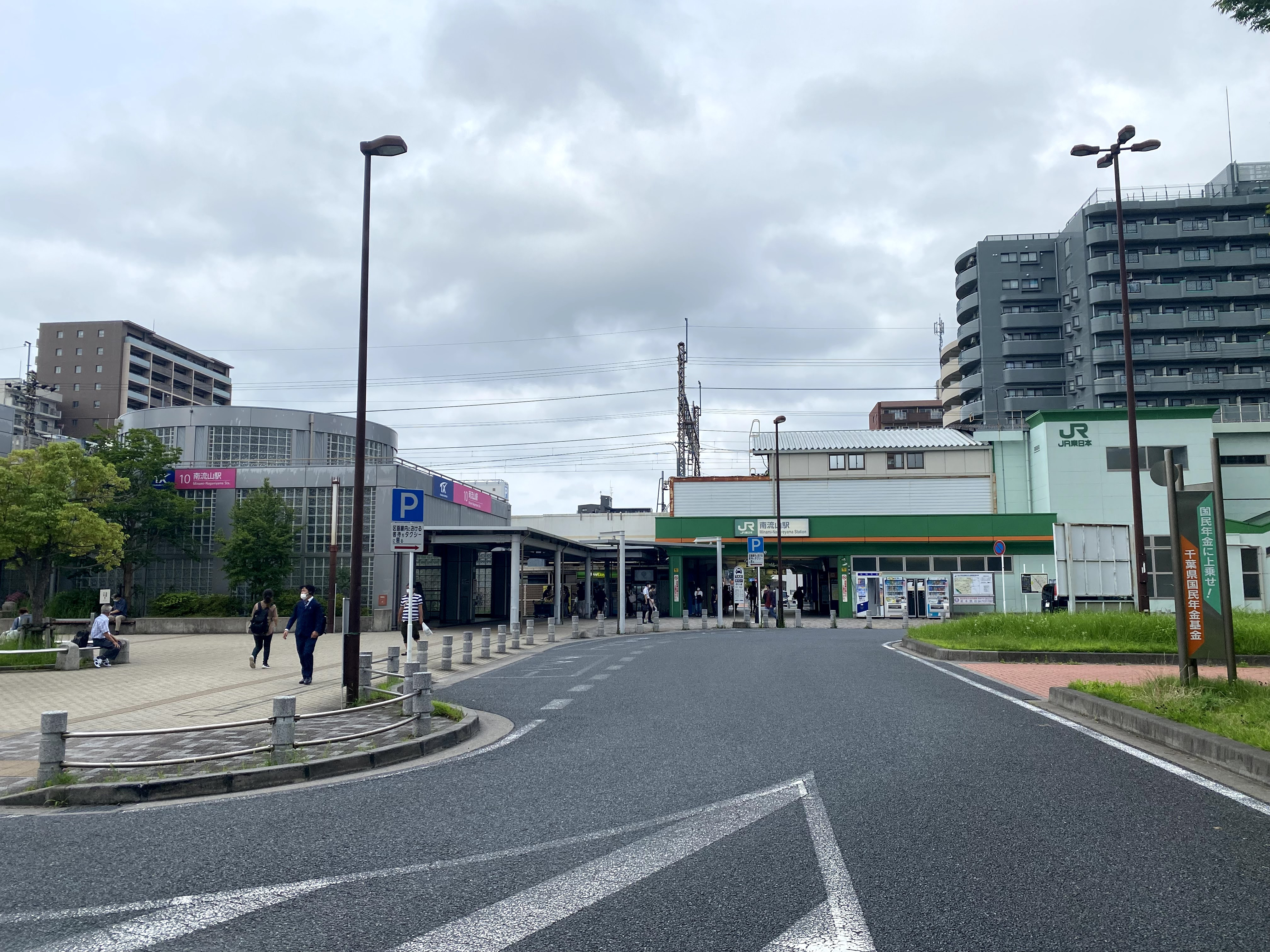
南流山駅（2021年7月）

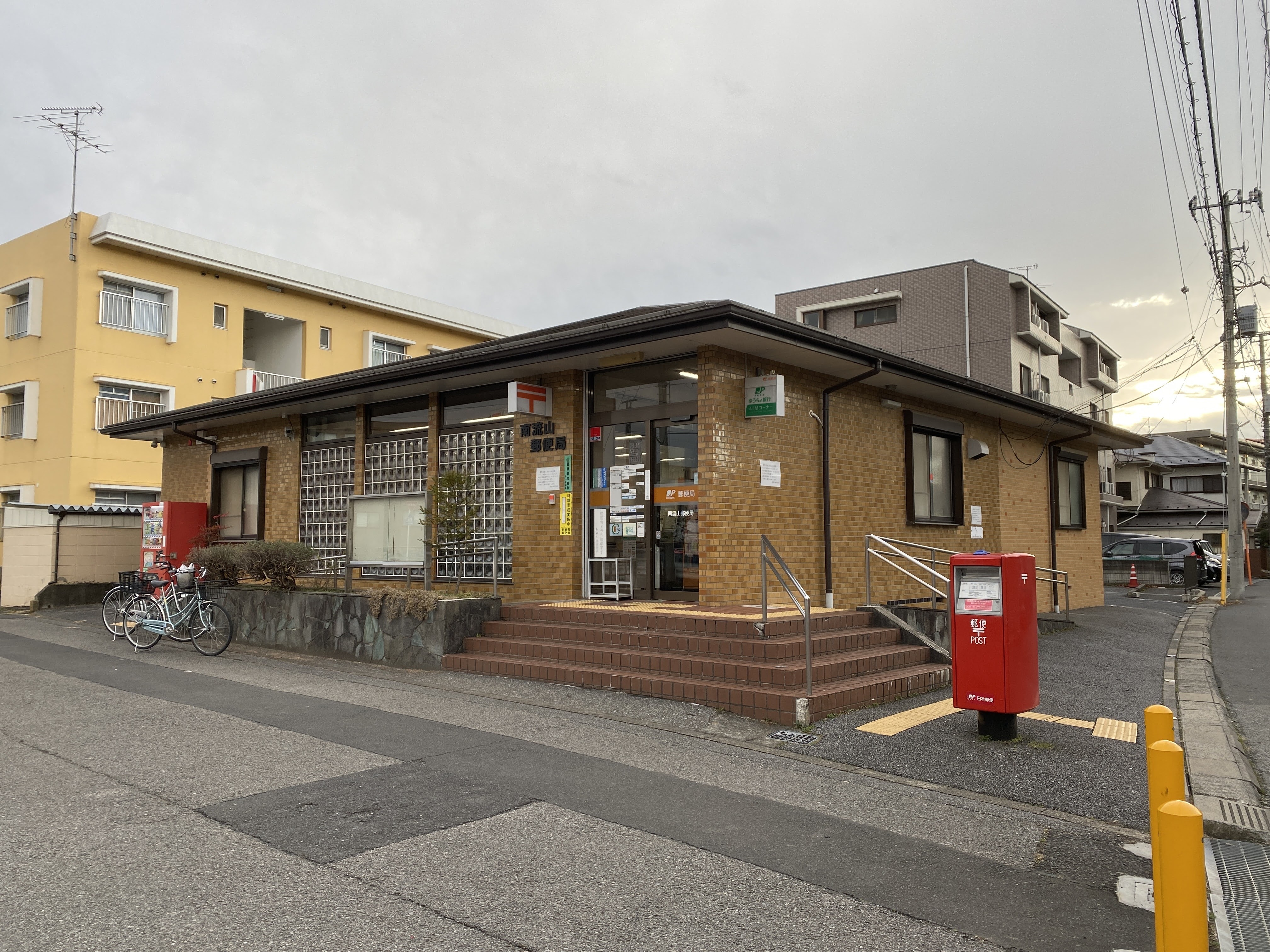
南流山郵便局（2021年1月）

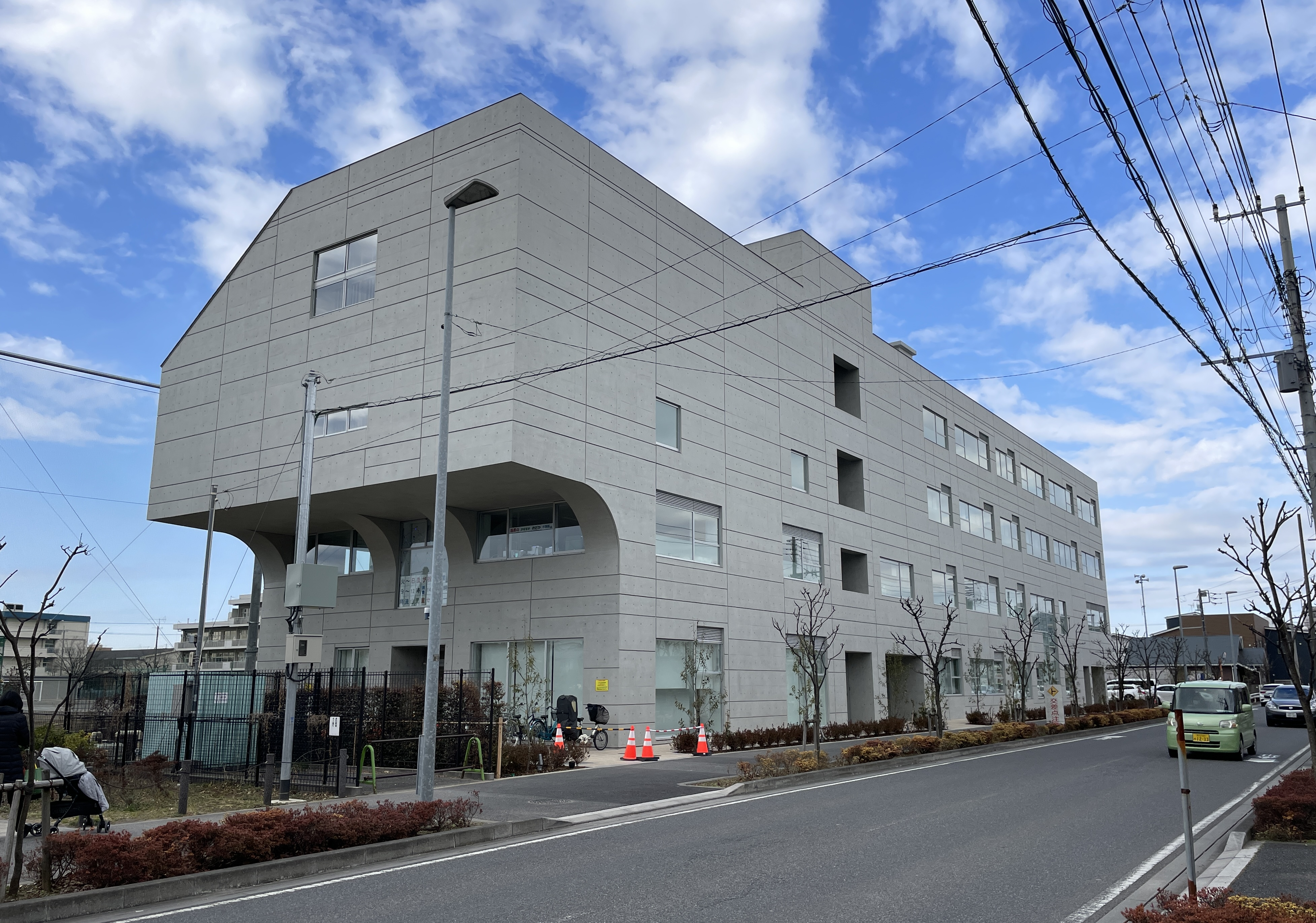
南流山地域図書館・児童センター（所在地は大字流山）
（2023年1月）

- 南流山駅（武蔵野線・TX線）

- 南流山郵便局

- 南流山地域図書館・児童センター

- 千葉銀行南流山支店
- 千葉興業銀行南流山支店
- 南流山中央公園

## その他
- 当地を分譲していた1970年代後半には、｢都心に近い緑と太陽の住宅都市 千葉県南流山｣というキャッチコピーで販売していた[10]。